# Eli Iserbyt
Eli Iserbyt (Bavikhove, 22 ottobre 1997) è un ciclocrossista e ciclista su strada belga che gareggia per il team Pauwels Sauzen-Bingoal. Specialista del ciclocross, già due volte campione del mondo Under-23, tra gli Elite si è aggiudicato una Coppa del mondo, un titolo europeo, un Superprestige e tre X2O Badkamers Trofee.

## Palmarès

### Cross
- 2013-2014 (Juniores)

Bpost bank trofee - Ronse
Campionati belgi, Prova Juniores
- 2014-2015 (Juniores)

Internationale Hansgrohe Superprestige Cyclocross Gieten
Bpost bank trofee - Ronse
UCI World Cup Valkenburg
Campionati europei, Prova Juniores
Hansgrohe Superprestige Ruddervoorde
Superprestige Gavere
Superprestige Spa-Francorchamps
Superprestige Zonhoven
Vlaamse Druivencross
UCI World Cup Heusden-Zolder
Superprestige Diegem
SOUDAL Cyclocross Leuven
Campionati belgi, Prova Juniores
UCI World Cup Hoogerheide
Superprestige Hoogstraten
Internationale Sluitingsprijs Oostmalle
- 2015-2016 (Under-23)

Bpost bank trofee - Ronse
Hansgrohe Superprestige - Zonhoven
Hansgrohe Superprestige - Ruddervoorde
Hansgrohe Superprestige - Gavere
UCI World Cup Koksijde
Bpost bank trofee - Flandriencross Hamme
Vlaamse Druivencross
UCI World Cup Namur
UCI World Cup Lignières-en-Berry
Hansgrohe Superprestige - Hoogstraten
Hansgrohe Superprestige - Noordzeecross Middelkerke
Campionati europei, Prova Under-23
- 2016-2017 (Under-23)

DVV verzekeringen trofee - Koppenbergcross
Hansgrohe Superprestige Gavere
DVV verzekeringen trofee - Cyclocross Essen
Vlaamse Druivencross
DVV verzekeringen trofee - Azencross
DVV verzekeringen trofee - GP Sven Nys
UCI World Cup Fiuggi
Internationale Sluitingsprijs Oostmalle
- 2017-2018 (Under-23)

DVV verzekeringen trofee - Hotondcross
Campionati europei, Prova Under-23
UCI World Cup Zeven
DVV verzekeringen trofee - Flandriencross
DVV verzekeringen trofee - IKO cyclocross - Essen
DVV verzekeringen trofee - Scheldecross
DVV verzekeringen trofee - Azencross
DVV verzekeringen trofee - GP Sven Nys
UCI World Cup Hoogerheide
DVV verzekeringen trofee - Krawatencross
Telenet Superprestige Hoogstraten
Campionati del mondo, Prova Under-23
- 2018-2019 (Under-23)

UCI World Cup Bern
UCI World Cup Heusden-Zolder
UCI World Cup Hoogerheide
- 2019-2020 (Pauwels Sauzen-Bingoal, dieci vittorie)

JingleCross, 1ª prova Coppa del mondo (Iowa City)
Cyclo-Cross Collective Cup, 2ª prova Coppa del mondo (Waterloo)
Polderscross, 3ª prova Ethias Cross (Kruibeke)
Cyclocross Gieten, 1ª prova Superprestige (Gieten)
Radquer Bern, 3ª prova Coppa del mondo (Berna)
Cyclocross Gavere, 3ª prova Superprestige (Gavere)
Koppenbergcross, 1ª prova DVV Verzekeringen Trofee (Oudenaarde)
Cyclo-cross de Nommay, 8ª prova Coppa del mondo (Nommay)
Parkcross, 7ª prova Ethias Cross (Maldegem)
Vestingcross, 8ª prova Ethias Cross (Hulst)
- 2020-2021 (Pauwels Sauzen-Bingoal, sette vittorie)

Rapencross, 1ª prova Ethias Cross (Lokeren)
Cyclocross Ruddervoorde, 2ª prova Superprestige (Ruddervoorde)
Koppenbergcross, 1ª prova X2O Badkamers Trofee (Oudenaarde)
Campionati europei, gara Elite (con la Nazionale belga)
Urban Cross, 2ª prova X2O Badkamers Trofee (Kortrijk)
Niels Albert CX, 5ª prova Superprestige (Boom)
Waaslandcross, 8ª prova Ethias Cross (Sint-Niklaas)
- 2021-2022 (Pauwels Sauzen-Bingoal, quattordici vittorie)

Rapencross, 1ª prova Ethias Cross (Lokeren)
Be-Mine Cross, 2ª prova Ethias Cross (Beringen)
Versluys Cyclocross, 3ª prova Ethias Cross (Bredene)
Cyclo-Cross Collective Cup, 1ª prova Coppa del mondo (Waterloo)
Jingle Cross, 3ª prova Coppa del mondo (Iowa City)
Cyclocross Ruddervoorde, 2ª prova Superprestige (Ruddervoorde)
Vlaamse Druivencross, 5ª prova Coppa del mondo (Overijse)
Koppenbergcross, 1ª prova X2O Badkamers Trofee (Oudenaarde)
Jaarmarktcross, 3ª prova Superprestige (Niel)
Vlaamse Aardbeiencross, 4ª prova Superprestige (Merksplas)
Duinencross, 7ª prova Coppa del mondo (Koksijde)
Cyclo-cross de Besançon, 8ª prova Coppa del mondo (Besançon)
Cyclo-cross en Cotentin, 14ª prova Coppa del mondo (Flamanville)
Grote Prijs Adrie van der Poel, 15ª prova Coppa del mondo (Hoogerheide)
- 2022-2023 (Pauwels Sauzen-Bingoal, otto vittorie)

Be-Mine Cross, 2ª prova Exact Cross (Beringen)
Cyclo-Cross Collective Cup, 1ª prova Coppa del mondo (Waterloo)
FayetteCross, 2ª prova Coppa del mondo (Fayetteville)
Cyklokros Tábor, 3ª prova Coppa del mondo (Tábor)
Cyclocross Ruddervoorde, 1ª prova Superprestige (Ruddervoorde)
Grote Prijs Sven Nys, 3ª prova X2O Badkamers Trofee (Baal)
Noordzeecross, 8ª prova Superprestige (Middelkerke)
Brussels Universities Cyclocross, 8ª prova X2O Badkamers Trofee (Bruxelles)
- 2023-2024 (Pauwels Sauzen-Bingoal, undici vittorie)

Telenet Superprestige Vlaamse Druivencross Overijse
Telenet Superprestige Ruddervoorde
Telenet Superprestige Jaarmarktcross Niel
UCI World Cup Troyes
X²O Badkamers Trofee Urban Cross
UCI World Cup Flamanville
Campionati nazionali belgi
Cyclocross - Otegem
Parkcross Maldegem
Telenet Superprestige Middelkerke
X²O Badkamers Trofee Brussels Universities Cyclocross
- 2024-2025 (Pauwels Sauzen - Cibel Clementines, quattro vittorie)

Internationale Cyclocross Heerderstrand
Urban Cross
UCI World Cup Antwerpen
Trofee GP Sven Nys

#### Altri successi
- 2014-2015 (Juniores)

Classifica generale Coppa del mondo Juniores
Classifica generale Superprestige Juniores
- 2015-2016 (Marlux-Napoleon Games)

Classifica generale Coppa del mondo Under-23
Classifica generale Superprestige Under-23
- 2016-2017 (Marlux-Napoleon Games)

Classifica generale DVV Verzekeringen Trofee Under-23
- 2017-2018 (Marlux-Napoleon Games/Marlux-Bingoal)

Classifica generale DVV Verzekeringen Trofee Under-23
- 2019-2020 (Pauwels Sauzen-Bingoal)

Classifica generale DVV Verzekeringen Trofee
- 2020-2021 (Pauwels Sauzen-Bingoal)

Classifica generale X2O Badkamers Trofee
- 2021-2022 (Pauwels Sauzen-Bingoal)

Classifica generale Coppa del mondo
Classifica generale Superprestige
- 2022-2023 (Pauwels Sauzen-Bingoal)

Classifica generale X2O Badkamers Trofee

### Strada

#### Altri successi
- 2015 (Juniores)

Classifica scalatori Sint-Martinusprijs Kontich
- 2018 (Marlux-Bingoal)

Classifica giovani Boucles de la Mayenne

## Piazzamenti

### Competizioni mondiali
- Campionati del mondo di ciclocross

Hoogerheide 2014 - Juniores: 7º
Tábor 2015 - Juniores: 2º
Heusden-Zolder 2016 - Under-23: vincitore
Bieles 2017 - Under-23: 17º
Valkenburg 2018 - Under-23: vincitore
Bogense 2019 - Under-23: 2º
Dübendorf 2020 - Elite: 10º
Ostenda 2021 - Elite: 7º
Fayetteville 2022 - Elite: 3º
Hoogerheide 2023 - Elite: 3º
Tabor 2024 - Elite: 5º
Liévin 2025 - Elite: 13º

### Competizioni europee
- Campionati europei di ciclocross

Mladá Boleslav 2013 - Juniores: 6º
Lorsch 2014 - Juniores: vincitore
Huijbergen 2015 - Under-23: 3º
Pontchâteau 2016 - Under-23: 10º
Tábor 2017 - Under-23: vincitore
Rosmalen 2018 - Under-23: 2º
Silvelle 2019 - Elite: 2º
Rosmalen 2020 - Elite: vincitore
Drenthe 2021 - Elite: 12º
Namur 2022 - Elite: ritirato
Pontchâteau 2023 - Elite: 6º
Pontevedra 2024 - Elite: 3º